# Louise Pentland
Louise Alexandra Pentland (* 28. dubna 1985) je britská YouTuberka, vloggerka a internetová osobnost. Její příspěvky se zabývají módou, kosmetikou a životním stylem. Známější je pod svou přezdívkou SprinkleofGlitter.

## Mládí
Louise Alexandra Pentland vyrostla v Northamptonu a její matka zemřela, když se učila na zdravotní sestru. Její otec se později znovu oženil a Louise byla mentálně a psychicky utlačována.[zdroj?] Její nevlastní matka jí také dala sestru Tiyanu Francescu Pentland. 

## Kariéra
Pracovala v kanceláři, když si založila a začala přispívat na diy blog pojmenovaný „Sprinkle of Glitter. V březnu 2015 dosáhl její blog přes 159 000 sledujících.
Na svůj YouTube kanál, také pojmenovaný „Sprinkle of Glitter“, začala natáčet v lednu 2010, videa zaměřená hlavně na nakupování, kosmetiku a její těhotenství. Na kanál přispívala také motivačními a videi, ve kterých radila ostatním. V srpnu 2012 založila také druhý kanál pojmenovaný „Sprinkle of Chatter", kam nahrává videa o jejím životě. Spolupracovala také s velkým množstvím dalších YouTuberů, jako jsou například: Zoe Sugg (Zoella), Joe Sugg, Alfie Deyes, Louis Cole, Tanya Burr, Tyler Oakley, Troye Sivan, Grace Helbig, Phil Lester, Dan Howell, Jack Howard, Caspar Lee a další.
V červenci 2015 měl její hlavní kanál na YouTube přes 2,2 milionu sledujících a přes 109 milionů zobrazení videí. Její vedlejší kanál „Sprinkle of Chatter" má přes milion sledujících a přes 53 milionů zobrazení videí. Má také přes milion sledujících na Twitteru a Instagramu.
V srpnu 2015 vyšel deník Sprinkle of Glitter Diary 2016: How to Have the Best Year of Your Life.

## Osobní život
Vdala se 4. září 2010 s Mattem Watsonem. 